# När trygg och mätt du somnar in
När trygg och mätt du somnar in är en psalm med text skriven av Johan Olof Wallin.

## Publicerad i
- 1819 års psalmbok som nr 288 under rubriken "Kristligt sinne och förhållande - I allmänhet: Förhållandet till oss själva och nästan: Människokärlek, barmhärtighet, försonlighet".[1]